# Södermanlands runinskrifter 345B
Södermanlands runinskrifter 345B, med signum Sö 345B, är två runstensfragment vid Ytterjärna kyrka i Ytterjärna socken och Södertälje kommun, Södermanland. Sö 345B tillhör troligen inte runstenen Sö 345, som också står vid kyrkan.
Vid kyrkan återstår nu endast ett fragment. Man vet inte när det förkomna fragmentet försvann men båda fragmenten ska enligt en notering hos Raä ha blivit imålade 1970 och då bör således båda bitarna ha funnits på plats.[källa behövs]
Det kvarvarande fragmentet står löst lutat mot kyrktornets fot. Det är 45 gånger 40 centimeter stort och 20 centimeter tjockt. Runhöjden är 10 centimeter.

## Inskriften
Translitterering av runraden:
§A ... ... [raisa :] ... 
§B ... ...roþur × ...
Normalisering till runsvenska:
§A ... [let] ræisa ... 
§B ... [b]roður ...
Översättning till nusvenska:
§A ... resa ... 
§B ... broder ...